# Microstachys marginata
Microstachys marginata là một loài thực vật có hoa trong họ Đại kích. Loài này được (Mart.) Klotzsch ex Müll.Arg. mô tả khoa học đầu tiên năm 1863.